# Sertularia humilis
Sertularia humilis är en nässeldjursart som först beskrevs av Armstrong 1879.  Sertularia humilis ingår i släktet Sertularia och familjen Sertulariidae. Inga underarter finns listade i Catalogue of Life.